# Contact (film)
Contact er en amerikansk science fiction-dramafilm fra 1997 i Panavision co-produceret og instrueret af Robert Zemeckis, baseret på 1985-romanen af samme navn af Carl Sagan. Sagan og hans kone Ann Druyan skrev historien til filmen.
Contact har Jodie Foster i hovedrollen som Dr. Eleanor "Ellie" Arroway, en SETI-videnskabsmand, der finder beviser på udenjordisk liv og er valgt til at tage den første kontakt. Det medvirker også Matthew McConaughey, James Woods, Tom Skerritt, William Fichtner, John Hurt, Angela Bassett, Rob Lowe, Jake Busey og David Morse. Det har Very Large Array i New Mexico, Arecibo-Observatoriet i Puerto Rico, Mir-rumstationen og Space Coast omkring Cape Canaveral.

## Yderligere læsning
- Keay Davidson (1999). Carl Sagan: A Life. New York City: John Wiley & Sons. ISBN 0-471-25286-7.
- Tibbetts, John C., and James M. Welsh, eds. The Encyclopedia of Novels Into Film (2nd ed. 2005) pp 69–72.